# Нікітіна Ольга Олексіївна
Ольга Олексіївна Нікітіна (нар.. 26 листопада 1998 року, Москва, Росія) — російська фехтувальниця на шаблях. Олімпійська чемпіонка 2020 року в командній першості, чемпіонка світу та Європи. Заслужений майстер спорту. Має військове звання молодшого сержанта.

## Біографія
Ольга народилася 26 листопада 1998 року в Москві. Чотириразова чемпіонка світу серед юніорів. Триразова чемпіонка Європи серед юніорів у команді.
У 2017 році стала чемпіонкою Росії у фехтуванні на шаблях.
На чемпіонаті Росії в квітні 2019 року здобула другу перемогу у національній першості в особистих змаганнях.
У 2019 році Ольга Нікітіна стала чемпіонкою Європи в командній шаблі на чемпіонаті континенту в Дюссельдорфі, а через місяць виграла першу золоту медаль чемпіонату світу в тому ж виді програми. Переможниця командних змагань на Всесвітніх військових іграх 2019 в Ухані, Китай.

## Найкращі результати

### Чемпіонати Світу
- Командні змагання (2019)

### Чемпіонати Європи
- Командні змагання (2019)

### Чемпіонати Росії
- Особисті змагання (2017, 2019)